# Bradysia subbetuleti
Bradysia subbetuleti är en tvåvingeart som beskrevs av Werner Mohrig och Nina Krivosheina 1989. Bradysia subbetuleti ingår i släktet Bradysia och familjen sorgmyggor. Inga underarter finns listade i Catalogue of Life.